# Gérard Delbeke
Gérard Delbeke (Ruiselede, 1º agosto 1898 – 4 novembre 1984) è stato un calciatore e allenatore di calcio belga.

## Carriera

### Giocatore
Delbeke giocò per tutta la sua carriera per il FC Bruges dal 1923-1933.
Nel 1930, disputò il Mondiale di calcio con il Belgio giocando una sola partita contro il Paraguay.

### Allenatore
Delbeke diventa allenatore del FC Bruges dal 1933 al 1934. Successivamente, sarà ancora allenatore del Bruges durante la Seconda guerra mondiale.